# 家 (羅大佑專輯)
《家》，是羅大佑在1984年所發行的創作專輯。

## 專輯介紹
這張專輯是羅大佑親自赴日請作曲家三枝成章編曲，專輯中大部分的歌是在東京所錄製的。

## 專輯曲目
- CD
  1. 吾鄉印象
  2. 家( I )
  3. 超級市民
  4. 青蚵嫂(台語)
  5. 家( II )
  6. 我所不能瞭解的事
  7. 穿過妳的黑髮的我的手
  8. Mysterious Eyes(英語)
  9. 耶穌的另一個名字

## 資料來源
1. ↑  羅大佑音樂創作歷程 （页面存档备份，存于） (2007年3月10日引用)
2. ↑  參考：
（中文）《家》專輯簡介[永久]